# Kiggelaria
Kiggelaria is een geslacht uit de familie Achariaceae. Het geslacht telt een soort die voorkomt in zuidelijk en oostelijk Afrika.

## Soorten
- Kiggelaria africana L.